# تن‌تن و هنر الفبا
تن‌تن و هنر الفبا (به فرانسوی: Tintin et l'Alph-Art) که تن‌تن و هنر تازه نیز نامیده شده، آخرین و بیست‌وچهارمین کتاب هرژه است که به دلیل مرگش ناتمام ماند و در نهایت توسط فردی به اسم ایو رودیه (Yves Rodier)، نقاش کانادایی، تصویرگری و نویسندگی شد.
با مرگ نابهنگام هرژه در سال ۱۹۸۳، آخرین کتاب وی با نام تن‌تن و هنر جدید نیمه تمام ماند. بر طبق وصیت هرژه، هیچ هنرمندی بعد از مرگ وی حق خلق داستان جدیدی از تن‌تن را نداشت و در حقیقت با مرگ وی مجموعه داستان‌های جذاب تن‌تن به پایان رسید.
۳ سال بعد و برای نخستین بار قسمتی از آن در سال ۱۹۸۶ به چاپ رسید. در سال ۲۰۰۴ و پس از هیجده سال نسخه کاملتری از آن که توسط دستیاران هرژه تکمیل شده بود توسط انتشارات کسترمن (Casterman) و بنیاد هرژه به چاپ رسید. با پایان این کتاب، مجموعه داستان‌های جذاب تن‌تن و میلو به پایان رسید و جای خود را در تاریخ داستان‌های کامیک به عنوان یکی از موفق‌ترین و پرطرفدارترین داستان‌های کامیک (مصور) ثبت کرد.

## چاپ اول
- در بریتانیا: کَستِرمَن
- در ایران (ترجمه فارسی): بعد از انقلاب ۵۷، کتاب ناتمام تن‌تن و هنر تازه به نام هنر الفبا در سال ۱۳۸۳ به فارسی ترجمه شد. در این چاپ طرح روی جلد با طرح اصلی به کلی متفاوت بود.

## داستان
کاپیتان هادوک به پیشنهاد کاستافیوره یکی از آثار هنری نمایشگاه هنر الفبا که توسط راموناش هنرمند و نقّاش جامائیکایی خلق شده را خریداری و مدیر آن نمایشگاه به نام فورکار از کاپیتان درخواست ملاقات با تن‌تن را می‌کند. در همان روز ژان ژاک موناستیر هنرمند و مجسمه‌ساز فرانسوی در حوالی سواحل اسکاتلند به همراه قایق تفریحی خود ناپدید می‌شود و هم چنین در این بین امیر بن کالیش اذاب و فرزندش شاهزاده عبدالله در اروپا به سر می‌برند و مشغول خریدهای هنری هستند، و فردای آن روز که روز ملاقات تن‌تن با آقای فورکار بوده جسد سوختهٔ وی را به همراه اتومبیلش در بستر یک رودخانه خشک شده پیدا می‌کنند. تن‌تن به مرگ وی مظنون شده و تحقیقات خود را آغاز می‌کند و در این راه چندین بار تهدید شده و مورد سوءقصد قرار می‌گیرد سرانجام متوجه می‌شود که اعضای یک گروه مذهبی که کاستافیوره به تازگی در آن عضو شده است، در این ماجرا دست دارند، و به همین منظور و به دعوت کاستافیوره راهی ایشیا جزیره‌ای خوش آب و هوا و سرسبز در ناپل ایتالیا می‌شود و همان‌جا بار دیگر توسط اشخاصی ناشناس تهدید می‌شود و همان روز هم به ویلای اندادین آکاس مغناطیس کار مشهور و سردسته گروه مذهبی می‌رود و آن جا با کاستافیوره، امیر بن کالیش اذاب و فرزندش شاهزاده عبدالله، چند تن از هنرمندان و بازیگران مشهور ایتالیایی، راموناش، آقای گیبونز و آقای تریکلر روبرو می‌شود و شب را نیز به همراه کاپیتان هادوک در همان‌جا می‌گذراند و نیمه‌های شب به حمل و نقل‌هایی که در نزدیکی انباری ویلا انجام می‌گیرد مشکوک می‌شود و برای سر درآوردن از ماجرا به همراه میلو به انباری می‌رود و با مجسمه‌ها و نقّاشی‌هایی که اثر بزرگان هنری بودند روبرو می‌شود و متوجّه می‌گردد همگی تقلّبی هستند همان لحظه آکاس به همراه مزدورانش سر می‌رسد و تن‌تن را دستگیر کرده و برای او تعریف می‌کند که همه این کارها توسط راموناش و به سرپرستی خود (آکاس) و افرادش تهیه شده و بسیاری از هنرمندان و هنرشناسان نیز آن را تأیید نموده‌اند و هم چنین اعتراف می‌کند قتل موناستیر و فورکار به دست افرادش انجام شده چون آن‌ها به راز آثار هنری تقلّبی وی پی پرده بودند سپس تصمیم می‌گیرد تن‌تن را به وسیله پلی استر به مجسّمه تبدیل نمایند و او را نیز به عنوان یکی از آثار هنری معرفی کنند امّا در همان لحظه کاپیتان که توسط میلو باخبر شده بود سرمی رسد و تن‌تن را نجات می‌دهد و می‌خواهند از ویلا فرار کنند که توسط افراد آکاس دستگیر شده و آکاس چهره واقعی خود را آشکار می‌کند و معلوم می‌شودوی همان شخصیت خبیث و بدطینت داستان‌های تن‌تن یعنی روبرتو راستاپاپولوس است که با کمی جرّاحی پلاستیک و اجیر کردن چند تبهکار دوباره به کارهای خلاف را از سرگرفته او تصمیم به قتل تن‌تن و کاپیتان هادوک می‌گیرد امّا در همان لحظه پلیس که توسط ایگور واگنر پیانیست خانم کاستافیوره باخبر شده بود سرمی رسد و پس از زدوخوردی کوتاه همدستان راستاپاپولوس را دستگیر می‌کند امّا راستاپاپولوس موفّق به فرار می‌شود و تن‌تن و کاپیتان را نیز همراه خود به کوهستان می‌برد و تصمیم به اعدام آن‌ها می‌گیرد و در همین لحظه پلیس کوهستان را محاصره می‌کند و از راستاپاپولوس می‌خواهد خود را تسلیم کند امّا راستاپاپولوس پلیس را تهدید می‌کند که در صورت ادامه تعقیب وی تن‌تن و کاپیتان را خواهد کشت و به نصیحت‌های تن‌تن و کاپیتان مبنی بر اینکه خود را تسلیم پلیس کند نیز گوش نمی‌دهد و به آن‌ها می‌گوید بعد از کشتن شما دو نفر خودکشی می‌کنم و در حالی که داشت تن‌تن و کاپیتان را اعدام می‌کرد توسط راموناش که او را تا کوهستان تعقیب کرده بود به درّه پرتاب می‌شود و به هلاکت می‌رسد و تن‌تن و کاپیتان نجات می‌یابند راموناش نیز به آن‌ها می‌گوید به علّت فقر و گرسنگی به راستاپاپولوس پیوسته بود و از همان زمان تبدیل به یک هنرمند مشهور شد. سرانجام ویلای راستاپاپولوس توسط دولت ایتالیا و به منظور تشکّر و قدردانی به تن‌تن و کاپیتان هادوک تعلّق می‌گیرد و آن‌ها به مارلین اسپایک برمی گردند و با ساخته شدن یک تندیس از کاپیتان توسط راموناش پرونده محبوب‌ترین و پرفروش‌ترین کتاب جهان نیز بسته می‌شود.
هرژه ۲ سال بعد از تن‌تن و پیکاروها، شروع به ساخت سناریو و طرح‌های اولیه کتاب هنر الفبا نمود، اما ساخت این کتاب در اثر فوت وی ناتمام ماند. هر چند وی قبل از مرگ اعلام نموده بود که علاقه‌ای به ادامه کارش توسط افراد دیگر ندارد، اما افرادی اقدام به ساخت نسخه کامل این کتاب نمودند که هیچ‌کدام با موفقیت خاصی روبه رو نشد. سرانجام ادامه این کتاب به وسیله ایو رودیه یکی از مقلدان هرژه در سال ۱۹۸۶ یعنی ۳ سال پس از مرگ هرژه آغاز شد و ۴ سال بعد یعنی در سال ۱۹۹۰ تکمیل گردید.

## تعداد صفحات
- در بلژیک: ۶۲ صفحه
- در بریتانیا: ۶۲ صفحه
- در آمریکا: ۶۲ صفحه
- در فرانسه: ۶۲ صفحه
- در ایران (چاپ تاریخ وفرهنگ): ۶۴ صفحه